# Komáří potok (přítok Polavského potoka)
Komáří potok (německy Mückenbach) je levostranným přítokem Polavského potoka v Krušných horách v okrese Karlovy Vary v Karlovarském kraji a v  zemském okrese Krušné hory v Sasku v Německu. Délka toku je 4 km. Potok ve většině délky tvoří státní hranici mezi Českem (část Zlatý Kopec města Boží Dar) a Německem (obec Breitenbrunn/Erzgeb.‎ v zemském okrese Krušné hory v Sasku).

## Průběh toku
Potok pramení v Krušných horách při západní hranici území přírodního parku Zlatý kopec. Jeho pramen se nachází v nadmořské výšce okolo 945 metrů u zaniklé osady Mílov, na náhorní plošině mezi Kraví horou (958 m) a Komářím vrchem (965 m). Po přibližně 75 metrech dospěje tok k česko-saské hranici, kterou již neopustí. Potok rychle klesá severním směrem, nad jeho pravým břehem se zvedají 10 až 15 metrů vysoké fylitové skalní věže pojmenované jako Holubí skály. Údolím se strmými svahy pokračuje potok do míst zaniklé osady Český Mlýn, kde se vlévá do Polavského potoka. Ještě před soutokem je část toku odváděna umělým kanálem k malé vodní elektrárně na německé straně státní hranice. Někdy se tento kanál označuje jako Mlýnský potok.